# Ворнянский сельсовет
Ворня́нский сельсовет (бел. Варнянскі сельсавет) — административная единица на территории Островецкого района Гродненской области Белоруссии. Административный центр — агрогородок Ворняны.

## История
В 2013 году в состав сельсовета вошли 29 населённых пунктов упразднённого Трокеникского сельсовета.
Упразднённые населённые пункты на территории сельсовета: хутор Зеленка, деревня Старый Зверинец.

## Состав
Ворнянский сельсовет включает 71 населённый пункт:
- Авены — деревня
- Анополь — деревня[2]
- Березовка — деревня
- Бобровники — деревня
- Бобровники — хутор
- Бодиволы — деревня
- Больники — деревня
- Быстрица — деревня
- Вада — хутор
- Валейкуны — деревня
- Войдатишки — деревня
- Волейкишки — хутор
- Ворняны — агрогородок
- Ворона — агрогородок[3]
- Гоза — деревня
- Гребалы — деревня[2]
- Гришкойти — деревня
- Довнаришки — хутор
- Дубники — деревня
- Жарнели — деревня
- Жвирбли — хутор
- Загозь — деревня
- Запольные — деревня
- Игнацово — деревня
- Карловщизна — деревня
- Керняны — деревня
- Ковалевка — деревня
- Кланишки — деревня
- Корвели — деревня
- Котловка — деревня
- Крыжовка — деревня
- Кулишки — деревня
- Линамарги — хутор
- Липки — деревня
- Лозовые — деревня
- Лынкишки — деревня
- Лютьяново — хутор
- Мацкелы — деревня
- Мельники — деревня
- Мисляны — деревня
- Михайлово — хутор
- Нидяны — деревня
- Новодрожки — хутор[4].
- Новосады — деревня
- Осиновка — хутор
- Петраполь — деревня
- Пивени — хутор[5].
- Повокша — деревня
- Подваришки — деревня
- Раголишки — деревня
- Ракишки — деревня
- Рудишки — деревня
- Рудишки-1 — деревня
- Санакли — деревня
- Саново — деревня
- Сасанишки — хутор[6].
- Сенканцы — деревня
- Слобода — деревня
- Слободка — деревня
- Ставбуры — деревня
- Сымонели — деревня
- Сымонишки — хутор
- Тартак — деревня
- Трокеники 1 — агрогородок
- Трокеники 2 — деревня
- Фольварки — деревня
- Хролы — деревня
- Чернишки — деревня
- Чижовщизна — деревня
- Шульники — деревня
- Юрчуны — деревня

## Достопримечательность
- Костёл Святого Юрия в агрогородке Ворняны